# Conroe, Texas
Conroe là một thành phố thuộc quận Montgomery, tiểu bang Texas, Hoa Kỳ. Năm 2010, dân số của xã này là 56207 người.

## Dân số
- Dân số năm 2000: 36811 người.
- Dân số năm 2010: 56207 người.